# Lehrberechtigung
Die Lehrberechtigung – auch Lehrbefugnis oder Lehrerlaubnis, in der Wissenschaft Venia Legendi – ist in einigen Bereichen die Voraussetzung, in einem bestimmten Fach selbständig lehren zu dürfen.

## Schulrecht
Eine Lehrberechtigung oder üblicher Lehrbefähigung wird aufgrund des Lehramtsstudiums von Gymnasiallehrern und anderen für den Sekundarbereich II vorgesehenen Lehrkräften (z. B. Lehrer für berufsbildende Schulen) erworben als Befähigung, ein Fach zu unterrichten, die (in älteren Texten) als Fakultas (Facultas) oder Facultas Docendi bezeichnet wird.
Die große Fakultas, die zum Unterricht auf allen Stufen des Gymnasiums, vor allem auch der Oberstufe, berechtigt, setzt ein entsprechendes Studium voraus, während mit der aufgrund eines beschränkten Studiums erworbenen kleinen Fakultas nur auf der Unter- und Mittelstufe unterrichtet werden darf. Auch die in Baden-Württemberg, Niedersachsen und dem Saarland noch vereinzelt an Gymnasien tätigen Gymnasialräte, die einen Realschullehrerstudiengang an einer Pädagogischen Hochschule und ein gymnasiales Studienseminar absolviert haben, sowie an ein Gymnasium abgeordnete Realschullehrer, besitzen nur die kleine Fakultas.
Eine Lehrberechtigung kann auch vorliegen, wenn kein lehrbefähigendes Fachstudium absolviert wurde. So können Lehrkräfte vom Schulleiter für fachfremden Unterricht eingeteilt werden, zum Beispiel bei Integrationsfächern wie Gesellschaftslehre, bei neu eingeführten Fächern wie Informatik, für die noch keine ausgebildeten Lehrkräfte zur Verfügung stehen, oder bei Lehrermangel. Das trifft auch für andere Schulformen zu, etwa, wenn Gymnasiallehrkräfte in Grundschulen unterrichten.

## Wissenschaft bzw. Hochschulen
Die von einer Hochschule zuerkannte Berechtigung, als Hochschullehrer selbständig zu unterrichten, wissenschaftliche Arbeiten anzuleiten, Prüfungen abzunehmen und die Bezeichnung Privatdozent zu führen, wird als Lehrberechtigung bzw. Venia Legendi bezeichnet. Sie wird für ein bestimmtes Fach verliehen. Voraussetzung für die Lehrberechtigung ist die Lehrbefähigung, die Facultas Docendi, die durch die Habilitation verliehen wird (vgl. die Habilitationsordnungen der jeweiligen Fakultäten der Hochschulen). Ihren Ursprung hat diese Art der Lehrberechtigung im mittelalterlichen Lizentiat bzw. der Licentia Docendi („Erlaubnis zu lehren“), in ihrer heutigen Form etablierte sie sich im 19. Jahrhundert.
Die Unterscheidung von Lehrbefähigung und Lehrberechtigung ist durch länderspezifische Gesetzgebung geregelt, etwa in Bayern durch das Hochschulpersonalgesetz, welches mit Ablauf des Jahres 2022 durch das Hochschulinnovationsgesetz (dort: Art. 98) ersetzt wurde. Neben der Habilitation existieren – insbesondere seit der Novelle des Hochschulrahmengesetzes im Jahr 2002 – alternative Einstellungsvoraussetzungen für Professoren in Form einer erfolgreichen Juniorprofessur oder sonstiger äquivalenter wissenschaftlicher Leistungen. Für künstlerische und Fachhochschulen gelten entsprechende Anforderungen (vgl. die jeweiligen Hochschulgesetze der Länder).

In der DDR galt die Lehrbefugnis Venia Legendi mit der Berufung zum Hochschullehrer (Hochschuldozent oder Professor) als erteilt und musste nicht besonders beantragt werden.
 In Österreich und teilweise in der Schweiz spricht man von der Venia Docendi, der großen Lehrbefugnis für ein wissenschaftliches Fach.

## Konfessionsgebundenes Lehramt
Die Bevollmächtigung durch Religionsgemeinschaften, die Religionslehrer an Schulen und Hochschullehrer an theologischen Fakultäten zusätzlich zur staatlichen Bestellung brauchen, um ein Lehramt ausüben zu dürfen, wird ebenfalls so bezeichnet. 
In der evangelischen Kirche wird diese kirchliche Lehrbefugnis Vokation bzw. Vocatio(n) (lateinisch für „Berufung“), in der katholischen Missio canonica (lateinisch für „kirchliche Sendung“), im Islam Idschāza genannt. Bei Letzterer wird diese nicht durch Körperschaften des Öffentlichen Rechts (wie bei den Kirchen) erteilt, sondern je nach Bundesland durch eingetragene Vereine oder Stiftungen. So entscheidet in Baden-Württemberg die Stiftung Sunnitischer Schulrat mit dem Beirat (unter dem Vorsitz von DITIB, des Weiteren mit IGBD und VIKZ) des Zentrums für Islamische Theologie (ZITh) über die Erteilung von Lehrbefugnissen.

## Flugwesen
Die Berechtigung zum Ausbilden von Piloten wird ebenfalls als Lehrberechtigung bezeichnet.